# Eupogoniopsis omeimontis
Eupogoniopsis omeimontis är en skalbaggsart som först beskrevs av J. Linsley Gressitt 1938.  Eupogoniopsis omeimontis ingår i släktet Eupogoniopsis och familjen långhorningar. Inga underarter finns listade i Catalogue of Life.